# Szynszyloszczur samotny
Szynszyloszczur samotny (Abrocoma budini) – gatunek ssaka z (rodziny szynszyloszczurowattych). Zamieszkuje tereny położone na dużej wysokości: 3000 m n.p.m.. Typowa lokalizacja: Otro Cerro, 3000 m n.p.m., prowincja Catamarca w Argentynie.

## Systematyka
W 1940 roku John Ellerman identyfikował A. budini jako podgatunek szynszyloszczura szarego (A. cinerea), ale w 2002 Janet K. Braun i Michael A. Mares wykazali, że zwierzęta te stanowią odrębny gatunek. 

### Nazewnictwo
Epitet gatunkowy budinii jest eponimem mającym na celu upamiętnienie E. Budiniego, który w 1919 schwytał jedyne znane okazy. W wydanej w 2015 roku przez Muzeum i Instytut Zoologii Polskiej Akademii Nauk publikacji „Polskie nazewnictwo ssaków świata” zaproponowano dla gatunku nazwę szynszyloszczur samotny.

## Budowa ciała
Szynszyloszczur samotny jest gryzoniem o średniej wielkości.
Sierść w części grzbietowej jest brązowoszara, boki są nieco jaśniejsze. W części brzusznej sierść jest wybarwiona na kolor brunatnoszary. W środkowej części klatki piersiowej biała plama. Ogon szynszyloszczura samotnego jest dwukolorowy. W górnej części ciemny, a w dolnej blady, jasnoszary. Łapy zwierzęcia są białe.
|                                | wymiar     |
| ------------------------------ | ---------- |
| długość ciała z głową i ogonem | 197–203 mm |
| długość ogona                  | 130–144 mm |
| długość tylnej kończyny        | 29,5–31 mm |
| długość ucha                   | 24–25 mm   |
| długość czaszki                | 48–49 mm   |

## Tryb życia
Ze względu na bardzo skromny zasób wiedzy na temat A. budini, brak także informacji na temat ich trybu życia.

## Rozmieszczenie geograficzne
Janet K. Braun i Michael A. Mares wskazali w 2002 typową lokalizację Abrocoma budini w: Otro Cerro, 3000 m n.p.m., prowincja Catamarca w Argentynie. Prawdopodobnie zasięg występowania gatunku jest ograniczony do Sierra de Ambato w prowincjach Catamarca i La Rioja (ok. 18 km na północny zachód od Chumbicha).

## Ekologia
Szynszyloszczur samotny podobnie jak pozostałe gatunki z rodzaju Abrocoma jest ścisłym roślinożercą.

### Siedlisko
Oldfield Thomas zanotował jedynie (1920), że szynszyloszczur samotny żyje w terenie skalistym, w rozpadlinach.

## Ochrona
Międzynarodowa Unia Ochrony Przyrody (IUCN) wymienia Abrocoma budini w Czerwonej księdze gatunków zagrożonych jako gatunek o nieokreślonym stopniu zagrożenia (data deficient). Szynszyloszczur samotny jest znany tylko z opisów czterech okazów zwierząt schwytanych 15 listopada 1919.